# Полиплоидност
За полиплоидност се говори тогава, когато в клетките и организмите съществуват повече от два хомоложни набора от хромозоми.
Повечето организми са диплоидни. Полиплоидията може да е резултат от ненормално клетъчно делене. Най-често срещана е при растенията. Полиплоидията се наблюдава и при животните - при златната рибка, сьомгата, саламандрите, но е особена характерна за папратите и цъфтящите растения
Понятието автополиплоидия или алополиплоидия – удвояване или няколкократно умножаване на еднакви хромозомни набори едновременно във всички клетки на организма. Възниква спонтанно, също под действие на температурен шок, декапитация или на някои алкалоиди и др. химични вещества.
|  | Тази страница частично или изцяло представлява превод на страницата Polyploidy в Уикипедия на английски. Оригиналният текст, както и този превод, са защитени от Лиценза „Криейтив Комънс – Признание – Споделяне на споделеното“, а за съдържание, създадено преди юни 2009 година – от Лиценза за свободна документация на ГНУ. Прегледайте историята на редакциите на оригиналната страница, както и на преводната страница, за да видите списъка на съавторите. ВАЖНО: Този шаблон се отнася единствено до авторските права върху съдържанието на статията. Добавянето му не отменя изискването да се посочват конкретни източници на твърденията, които да бъдат благонадеждни. |